# Палави мамчета
„Палави мамчета“ (на английски: Bad Moms) е американска комедия от 2016 г., режисиран от Джон Лукас и Скот Мур. Снимките започват на 11 януари 2016 г. в Ню Орлиънс и приключват на 1 март 2016 г. Филмът излиза по кината в САЩ и България съответно на 29 юли и 26 август 2016 г.

## Актьорски състав
| Актьор             | Роля          |
| ------------------ | ------------- |
| Мила Кунис         | Ейми Мичъл    |
| Кристен Бел        | Кики          |
| Катрин Хан         | Карла         |
| Кристина Апългейт  | Гуендолин     |
| Джейда Пинкет Смит | Стейси        |
| Ани Мумоло         | Вики          |
| Джей Ернандес      | Джеси Харкнес |

## Сюжет
Филма се разказва за три майки на име Кики (Кристен Бел), Карла (Катрин Хан) и Ейми (Мила Куинс). Карла е без мъж и ползва това удобство като флиртува с различни мъже, Кики винаги е уморена заради мъжа си, който я използва за работа – тя ражда 4 деца и все тя върши работата, Ейми има две деца и напуска мъжа си. На Ейми наистина ѝ омръзва родителския съвет от училището на децата ѝ да вземат ужасни решения – като например базар за сладки всяка седмица, но Ейми просто минава през бензиностанцията и взима понички. Обаче последния път като отиде, тя забелязва колко секси е Джеси (Джей Ернандес).

## В България
В България филмът е излъчен през 2017 г. по Нова телевизия с български войсоувър дублаж. Екипът се състои от:
| Озвучаващи артисти  | Петя Абаджиева Йорданка Илова Таня Димитрова Силви Стоицов Ивайло Велчев |
| Преводач            | Ирина Ценкова                                                            |
| Тонрежисьор         | Цветомир Цветков                                                         |
| Режисьор на дублажа | Димитър Кръстев                                                          |

През 2023 г., филмът е излъчен на 6 януари 2023 г. по Би Ти Ви с български войсоувър дублаж на „Саунд Сити Студио“. Екипът се състои от:
| Озвучаващи артисти  | София Джамджиева Надя Полякова Таня Михайлова Чавдар Монов Иван Танев |
| Тонрежисьор         | Евгени Желязков                                                       |
| Режисьор на дублажа | Тодор Георгиев                                                        |